# 乳清

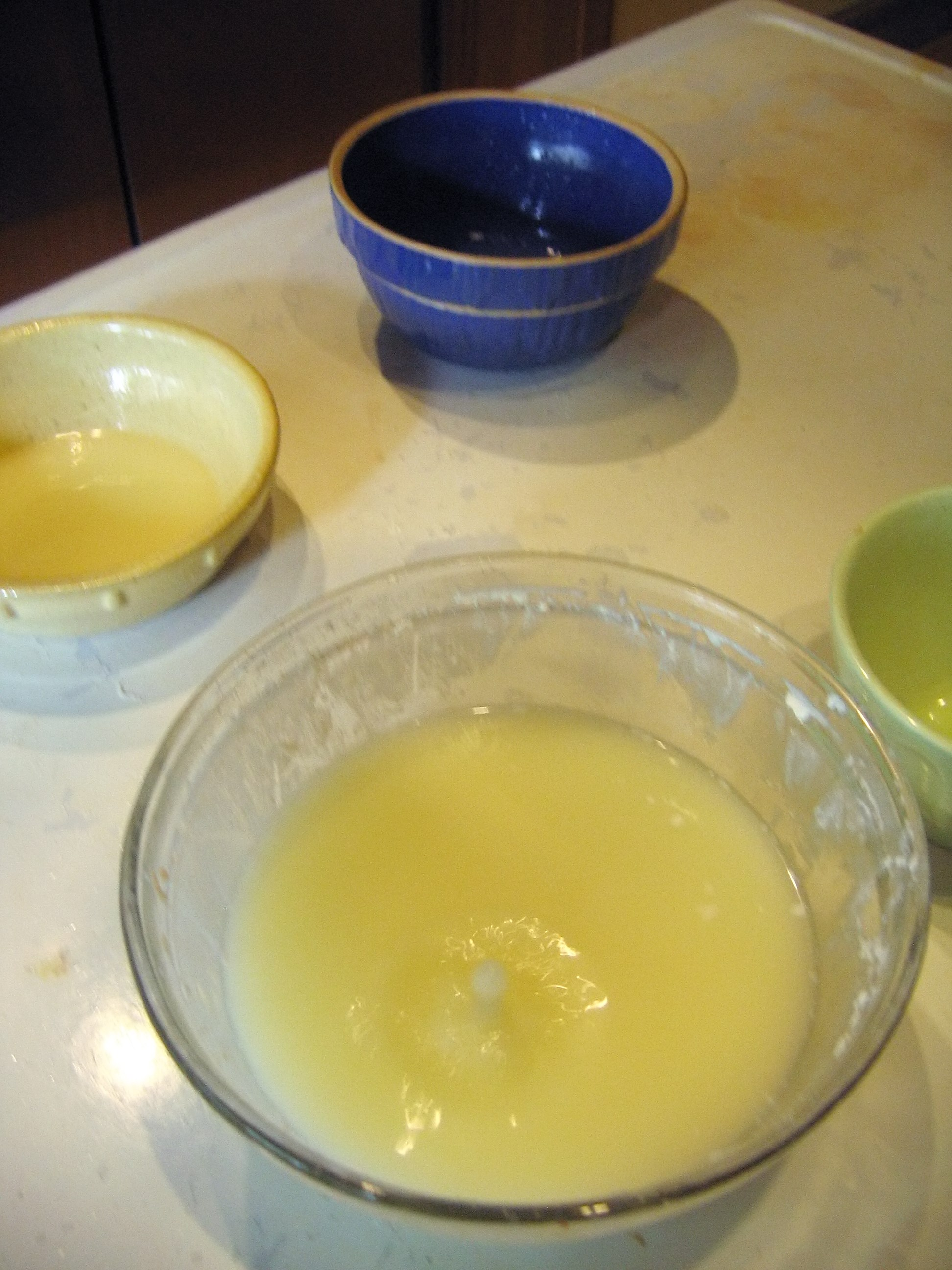
新しく作られたチーズから集められた乳清

乳清（にゅうせい）または乳漿（にゅうしょう）とは、乳（牛乳）から乳脂肪分やカゼインなどを除いた水溶液である。日本では英語風にホエイまたはホエー（英: whey [hweɪ]）とも呼ばれるが、英語圏では一般的に w に続く h は発音されないのでウェイまたはウエイと呼ばれる。

## 概要
乳清は、チーズを作る際に固形物と分離された副産物として大量に作られる。また、ヨーグルトを静かに放置しておくと上部に液体が溜まることがあるが、これも乳清である。なお、固形物成分はカード(curd)と呼ばれる。
なお、大豆由来のものは「大豆ホエイ」と呼称され、水溶性のタンパク質に富む。

## 用途・栄養価
チーズ生産過程で作られた乳清の大半は廃棄されているが、高蛋白・低脂肪で乳成分由来カルシウムなどの無機栄養分やビタミンB群をはじめ各ビタミン類など栄養価が高い点、消化が速くタンパク質合成・インスリン分泌を促進する点などから、優れた食品であるとの認識が高まってきている。従来大量に廃棄されていたものであり、流通さえ整えば安価に提供できる点も注目されている。
独特の甘酸っぱい味があり、乳清を加工した飲料も多く発売されている。
粉状（ホエイパウダー）に加工しプロテインサプリメント等の原材料として用いられるほか、生クリームなどの代替として料理に用い、カロリーを大幅に抑えるなどの用途がある。
前述の通り栄養価が高く、胃酸で凝固しやすく消化しにくいカゼインの大半が除去されているため、乳児用調製粉乳の主原料としても用いられる。
イタリアなどでは乳清からさらにチーズを作る事もある。乳清から作られたチーズはホエーチーズと呼ばれ、リコッタなどがその種類に属する。
パルミジャーノ・レッジャーノの産地であるイタリアのパルマ県では同じく名産品のクラテッロ・ディ・ジベッロを生産するにあたり、原材料の豚の飼料の一つとして乳清を与えることが義務付けられている。
同様に、北海道の大酪農地帯である根室振興局、釧路総合振興局、十勝地方などでは、食用の豚に乳清を与えて飼育することが行われている。このように飼育された豚は地域ブランドとして ホエー豚 と呼ばれる。豚が健康になり、肉の旨味も増すと宣伝されており、北海道根室振興局管内に属する中標津町では「ミルキーポーク」という名前でブランド化されている。
なお、ラットを使った実験では、大豆ホエイたん白質に血圧降下作用が認められたが、高齢女性に対する乳清タンパク質を長期2年間摂取させた試験では、血圧に影響は認められなかったという報告がある。